# メガネカスベ属
メガネカスベ属（学名：Beringraja）は、ガンギエイ目の下位分類の一つ。Raja 属に含まれていたが、2012年の研究で独立した。 

## 分類
本属の種はかつて Raja 属に分類されていた。2012年の研究で、一つの卵殻から最大5尾の仔が生まれること、クラスパーがスプーンのような形になっていることから独立した属となった。学名は2012年時点で本属に分類されていたビッグスケイトとメガネカスベの2種がベーリング海に分布することに由来する。

## 種
2023年5月現在、6種が属する。
- ビッグスケイト(B. binoculata) (Girard, 1855)
- コルテスエイ (B. cortezensis) (McEachran & Miyake, 1988)
- カリフォルニアエイ (B. inornata) (D. S. Jordan & C. H. Gilbert, 1881)
- Longnose skate (B. rhina) (Jordan and Gilbert, 1880)
- メガネカスベ (B. pulchra) (Liu, 1932)
- Starry skate (B. stellulata) Jordan & Gilbert, 1880